# 阿爾貝圖斯馬格納斯學院
阿爾貝圖斯馬格納斯學院（Albertus Magnus College）是一所位於美國康涅狄格州紐黑文的私立文理學院。

## 历史
由多明我會的一個分支創立於1925年，其名是用來紀念中世紀多明我會神父、哲學家艾爾伯圖斯·麥格努斯。2015年《美國新聞與世界報道》 “北部地區大學排名”中其列在第115位。

## 外部連結
- Albertus Magnus College official website （页面存档备份，存于）
- Albertus Magnus College official athletics website Archive-It的存檔，存档日期2011-11-05

41°19′57″N 72°55′26″W / 41.332418°N 72.923909°W